# Alexa Moreno
Pour les articles homonymes, voir Moreno.
Alexa Moreno est une gymnaste artistique mexicaine, née le 8 août 1994 à Mexicali.
Elle est surtout spécialiste du saut de cheval, remportant sur cet agrès la médaille de bronze aux Championnats du monde en 2018 et plusieurs médailles en Coupe du monde.

## Biographie
Alexa Citlali Moreno Medina commence la gymnastique à l'âge de 3 ans. Elle atteint une première fois la finale des championnats du monde en saut de cheval en 2011, terminant à la 7e place. En 2012, elle remporte une médaille d'argent au saut lors d'une étape de Coupe du monde à Zibo puis une médaille d'or, toujours au saut, à Gand.
Aux Championnats du monde de 2014 et à ceux de 2015, elle termine à nouveau à la 7e place en finale du saut. Toujours sur cet agrès, elle remporte deux autres médailles d'argent en Coupe du monde à Anadia en 2015 puis en 2016.
Alexa Moreno fait ensuite partie de la délégation mexicaine aux Jeux olympiques de 2016 à Rio, où elle termine 31e des qualifications au concours général, ne parvenant pas à se qualifier pour les finales. Sur son agrès de prédilection, elle ne se classe qu'au 12e rang des qualifications. Durant cette compétition, elle est victime de moqueries sexistes et grossophobes sur Twitter à cause de sa corpulence, certains internautes allant jusqu'à la comparer à un cochon ou à une participante de concours de hot-dogs. Elle reçoit en retour de nombreux commentaires de soutien d'autres internautes, y compris de la part du footballeur mexicain Diego Reyes.
Lors des championnats du monde de 2018 à Doha, elle atteint pour la quatrième fois de sa carrière la finale du saut et parvient à remporter la médaille de bronze. Elle devient alors la première gymnaste féminine de son pays à remporter une médaille à ce niveau.

## Palmarès

### Jeux olympiques
- Rio 2016
  - 12e des qualifications au saut de cheval (non finaliste)
  - 31e des qualifications au concours général individuel (réserviste pour la finale)

- Tokyo 2020 (2021)[N 1]
  - Finaliste au saut de cheval

### Championnats du monde
- Tokyo 2011
  - 7e au saut de cheval

- Nanning 2014
  - 7e au saut de cheval
  - 14e au concours général par équipes (non finaliste)[2]
  - 39e au concours général individuel (non finaliste)[2]

- Glasgow 2015
  - 7e au saut de cheval

- Doha 2018
  -  médaille de bronze au saut de cheval

### Coupe du monde
- Challenge Cup 2012 à Zibo :
  -  médaille d'argent au saut de cheval

- Challenge Cup 2012 à Gand :
  -  médaille d'or au saut de cheval

- Challenge Cup 2015 à Anadia
  -  médaille d'argent au saut de cheval
  - 5e au sol

- Challenge Cup 2016 à Anadia
  -  médaille d'argent au saut de cheval
  - 4e au sol

### Autres compétitions internationales
- Pacific Rim Championships 2010 à Melbourne
  -  médaille de bronze au saut de cheval

- Jeux d'Amérique centrale et des Caraïbes 2010 à Mayagüez
  -  médaille d'or au concours général par équipes
  -  médaille d'argent au saut de cheval

- Jeux panaméricains 2011 à Guadalajara
  -  médaille de bronze au concours général par équipes

- Universiade 2013 à Kazan
  - 5e au saut de cheval[2]

- Pan American Gymnastics Championships (en) 2014 à Mississauga
  -  médaille de bronze au concours général par équipes

- Jeux d'Amérique centrale et des Caraïbes 2014 à Veracruz
  -  médaille d'or au concours général par équipes

- Pacific Rim Championships 2018 à Lima
  -  médaille de bronze au concours général par équipes